# Frédéric Joliot-Curie
Jean Frédéric Joliot-Curie (sinh ngày 19 tháng 3 năm 1900 – 14 tháng 8 năm 1958) là nhà vật lý học người Pháp, đã đoạt Giải Nobel Hóa học năm 1935.

## Tiểu sử

### Thời niên thiếu
Ông sinh tại Paris, Pháp và tốt nghiệp Collège de France. Năm 1925 ông làm phụ tá cho Marie Curie ở Viện Curie tại Paris.
Năm 1926 ông kết hôn với Irène Curie. Ngay sau đám cưới cả hai vợ chồng đều đổi tên họ thành Joliot-Curie.
Theo yêu cầu của Marie, Joliot-Curie đã thi đậu thêm bằng tú tài thứ hai, bằng cử nhân và bằng tiến sĩ khoa học với bản luận án về điện hóa của các nguyên tố phóng xạ.

### Sự nghiệp
Khi làm giảng viên ở Phân khoa Khoa học Đại học Paris, ông cộng tác với vợ trong nghiên cứu cấu trúc của nguyên tử, đặc biệt trong việc phóng các hạt nhân, đó là một bước quan trọng trong sự phát hiện ra neutron. Năm 1935, vợ chồng ông được trao Giải Nobel Hóa học.
Năm 1937 ông rời Viện Curie để làm giáo sư ở Collège de France nơi ông nghiên cứu về các phản ứng dây chuyền và các điều kiện cần thiết để xây dựng thành công một lò phản ứng hạt nhân sử dụng phản ứng phân hạch hạt nhân có điều khiển để tạo ra năng lượng thông qua việc sử dụng urani và nước nặng.
Joliot-Curie là một trong những nhà khoa học đã được đề cập trong thư của Albert Einstein gửi tổng thống Franklin D. Roosevelt như một trong những nhà khoa học hàng đầu trong nghiên cứu về phản ứng dây chuyền.
Tuy nhiên cuộc Chiến tranh thế giới lần thứ hai, cũng như các nhiệm vụ hành chính của ông sau chiến tranh đã khiến phần lớn việc nghiên cứu của Joliot bị đình trệ.
Trong thời gian Đức quốc xã xâm lăng Pháp năm 1940, Joliot-Curie đã tìm được cách đưa lén các tài liệu làm việc của ông sang Anh do Hans von Halban và Lew Kowarski mang theo.
Trong thời kỳ Pháp bị chiếm đóng, ông đã tích cực hoạt động trong phong trào kháng chiến Pháp như là một thành viên của Mặt trận Dân tộc.
Collins và LaPierre trong cuốn sách "Is Paris Burning" của họ lưu ý rằng trong cuộc nổi dậy của Paris vào tháng 8 năm 1944, Joliot-Curie lúc đó đang phục vụ trong Quận Cảnh sát, đã sản xuất chai cháy cho đồng bào nổi dậy của ông, thứ vũ khí chính của quân kháng chiến để chống lại các xe tăng của Đức. Quận cảnh sát là nơi có một số vụ giao tranh dữ dội nhất trong cuộc nổi dậy.

### Sau chiến tranh
Sau ngày Pháp được giải phóng, ông làm giám đốc của Trung tâm nghiên cứu khoa học quốc gia (Centre national de la recherche scientifique), và năm 1945 ông được Charles De Gaulle bổ nhiệm giữ chức Ủy viên Năng lượng nguyên tử đầu tiên của Pháp.
Năm 1944 các nhà vật lý người Pháp Pierre Auger và Jules Gueron đã làm việc trong các chương trình nghiên cứu vũ khí hạt nhân của Anh tại Chalk River ở Canada. Khi Pháp đã được giải phóng, họ đã trở về Pháp để thông báo cho Frederic Joliot-Curie biết sự tiến bộ của chương trình vũ khí hạt nhân của Mỹ/Anh. Frederic đã chuyển thông tin này cho các bạn bè Liên Xô của ông. Năm 1948 ông giám sát việc xây dựng lò phản ứng nguyên tử Zoé đầu tiên của Pháp.
Là một người cộng sản nhiệt tình, năm 1950 ông bị bãi nhiệm vì lý do chính trị. Joliot-Curie cũng là một trong 11 người ký tên vào Tuyên ngôn Russell-Einstein năm 1955. Mặc dù ông được giữ lại làm giáo sư tại Collège de France, nhưng khi vợ ông qua đời năm 1956, thì ông thay thế vị trí của vợ làm giáo sư Vật lý hạt nhân tại Đại học Sorbonne.

### Đời tư

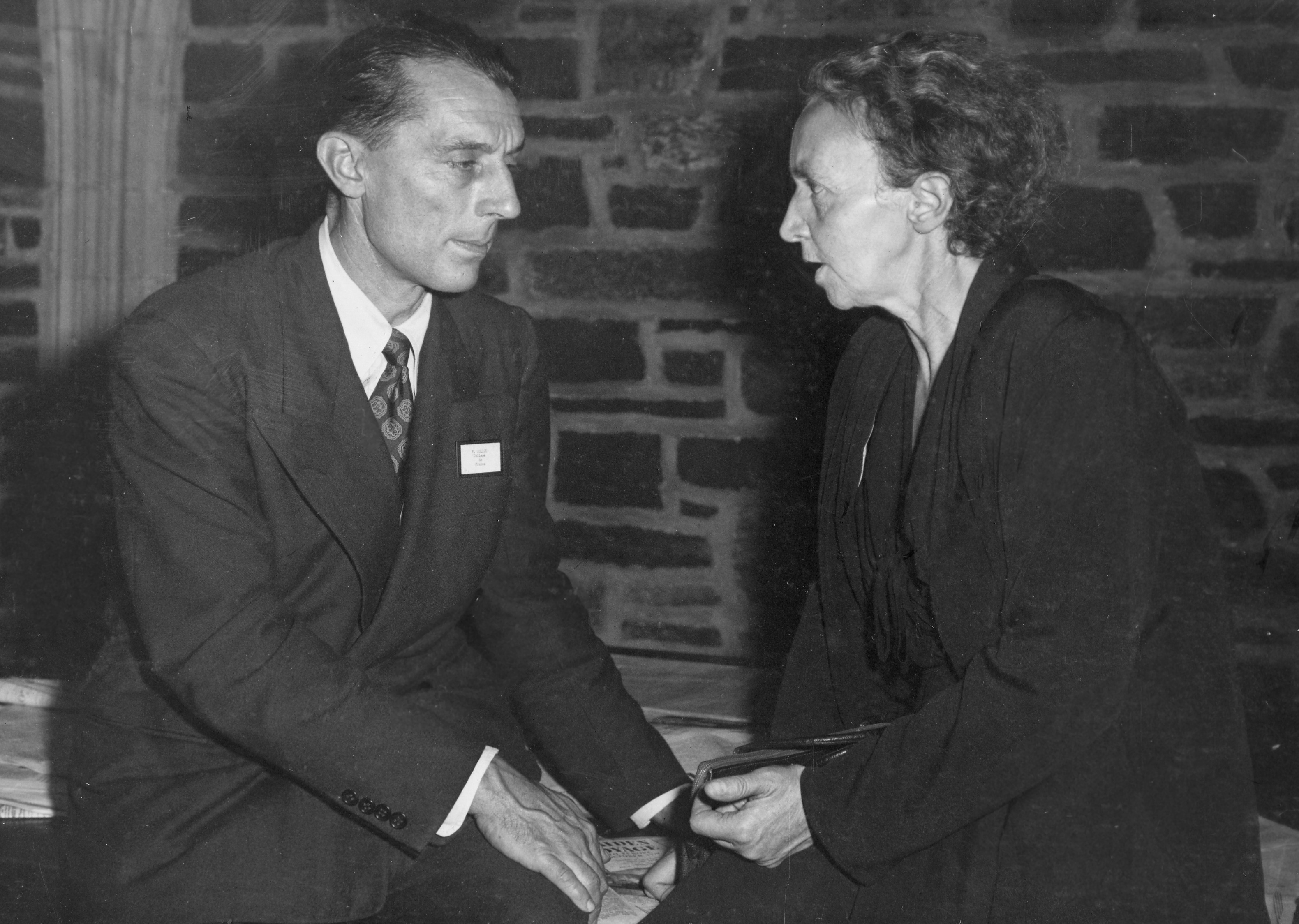
Frédéric và Irène trong thập niên 1940

Frédéric và Irène Curie kết hôn ngày 4.10.1926 tại Paris. Họ có hai con: Hélène Joliot sinh năm 1927, sau này cũng trở thành nhà vật lý học nổi tiếng và người con trai Pierre Joliot là nhà sinh học, sinh năm 1932.

## Giải thưởng và Vinh dự
- Huy chương Matteucci năm 1932 (chung với vợ)
- Giải Nobel Hóa học năm 1935 (chung với vợ).
- Viện sĩ Viện Hàn lâm Khoa học Pháp
- Viện sĩ Viện Hàn lâm Y khoa Pháp
- Bắc đẩu bội tinh hạng Commandeur
- Giải thưởng Hòa bình Quốc tế Lenin năm 1950
- Hố Joliot trên Mặt Trăng được đặt theo tên ông.
- Một đường phố ở khu sang trọng gần Sofia, Bulgaria và một trạm xe điện ngầm gần đó được đặt theo tên ông.